# Trạng thái bình thường mới
Trạng thái bình thường mới là một thuật ngữ được sử dụng trong kinh doanh để đề cập tới tình hình kinh tế sau khủng hoảng tài chính toàn cầu 2007-2008, đại suy thoái và đại dịch COVID-19. Từ đó, thuật ngữ cũng được sử dụng rộng rãi để nói đến một thứ bất thường nhưng lại trở nên bình thường sau đó.
Thuật ngữ này được dùng để báo cho các nhà kinh tế và các nhà hoạch định chính sách rằng nền kinh tế công nghiệp sẽ trở lại sau cuộc khủng hoảng tài chính 2007-2008.
Trong đại dịch COVID-19, cụm từ Trạng thái bình thường mới được dùng để đề cập tới sự thay đổi hành vi con người sau đại dịch.

## Trạng thái bình thường mới của Trung Quốc
Kể từ năm 2012, kinh tế của Trung Quốc đã giảm mạnh, với tốc độ tăng trưởng đã giảm từ hai con số (trước khủng hoảng kinh tế 2007-2009) đến còn khoảng 7% vào năm 2014. Vào năm 2014, tuyên bố của Tập Cận Bình, Tổng Bí thư Đảng Cộng sản Trung Quốc, cho biết Trung Quốc sẽ tiến tới 'trạng thái bình thường mới' (tiếng Trung: 新常态). Thuật ngữ này sau đó đã được báo chí phổ biến và đề cập đến kỳ vọng về tỷ lệ tăng trưởng 7% ở Trung Quốc trong tương lai gần.

## Đại dịch COVID-19

### Trung Quốc
Covid-19 đã được kiểm soát ở hầu hết các khu vực của Trung Quốc, tạo điều kiện để chính phủ nước này hồi đầu tuần bắt đầu hạ mức cảnh báo y tế trên cả nước. Chính quyền đang nới lỏng những biện pháp hạn chế cuối cùng khi tiến hành mở cửa lại trường học và các địa điểm giải trí nhằm tiếp tục cuộc sống và sản xuất bình thường. Nước này cũng áp dụng biện pháp chính sách cơ cấu, bao gồm giao quyền cho các địa phương phát hành trái phiếu trị giá hàng nghìn tỉ nhân dân tệ để phát triển cơ sở hạ tầng, mở rộng nguồn vay phục vụ kinh doanh, cắt thuế và phí cho doanh nghiệp, đồng thời can thiệp trực tiếp vào các công ty để ổn định việc làm, theo báo Nikkei Asian Review.

### Đức
Để giải cứu nền kinh tế, chính quyền Thủ tướng Đức Angela Merkel đã triển khai các biện pháp quyết liệt, bao gồm phân bổ ít nhất 350 tỉ euro (tương đương khoảng 10% GDP) cho các quỹ hỗ trợ doanh nghiệp gặp khó. Các khoản quỹ này cho phép công ty được vay không giới hạn và thậm chí mua lại các cổ phần của công ty.

### Nhật Bản
Giống như một số nước phương Tây, chính quyền Tokyo thông qua gói ứng cứu khổng lồ gần 1.000 tỉ USD (tương đương khoảng 20% GDP của Nhật Bản), theo Kyodo News. Theo kế hoạch của chính quyền Thủ tướng Shinzo Abe, các biện pháp giải cứu bao gồm phát tiền cho người dân và doanh nghiệp nhỏ - vừa, hoãn nộp thuế, phân phát các coupon du lịch. Vào cuối tháng 4, Ngân hàng Trung ương Nhật Bản tuyên bố chuẩn bị mua lại nợ của chính phủ, và tăng gấp đôi các khoản mua nợ của doanh nghiệp.

### Việt Nam
Ở Việt Nam, hoạt động bình thường về kinh tế - xã hội và các mặt khác đã diễn ra tốt đẹp. Thủ tướng Nguyễn Xuân Phúc nhấn mạnh, Việt Nam tiếp tục quản lý tốt bên trong và khóa chặt từ bên ngoài. Ngành y tế đã chữa trị thành công nhiều ca bệnh và ra viện. Một số trường hợp rất nặng đã được ngành y tế huy động lực lượng, thuốc men chữa trị với tất cả trách nhiệm cao nhất, Thủ tướng nêu rõ.
Một số trạng thái bình thường mới có thể hình dung như:
- Việc đeo khẩu trang có thể là bắt buộc khi hoạt động cộng đồng: Đi học, đi chợ, đi du lịch, người trên phương tiện giao thông công cộng, khi gặp gỡ giao lưu với người khác trong một thời gian nhất định (3 tháng, 6 tháng, 1 năm hoặc lâu hơn).
- Người từ các nước đang có dịch hay lây nhiễm Covid- 19 đến Việt Nam phải được thử có virus hay không và cách ly 14 ngày nếu có dấu hiệu đáng nghi ngờ lây nhiễm. Ngay lúc xuống máy bay, rời xe lửa, ô tô có thể phải được thử (sác xuất hoặc tập trung vào một số đối tượng hoặc một thời gian nhất định).
- Khi phát hiện có người bị dương tính với Covid- 19 thì người đó và tất cả những người tiếp xúc (F1, F2, F3) phải được cách ly triệt để, ít nhất 14 ngày.
- Khoảng cách giữa người với người trong các hoạt động thường xuyên (sản xuất, nhà hàng, nhà hát, lớp học, tàu xe…) phải được quy định, có mức tối thiểu.
- Quy mô một số hoạt động đông người bị giới hạn trong một thời gian nhất định (sự kiện văn hóa, thể thao, mitting, du lịch, hội họp…)
- Thường xuyên phải rửa tay sát khuẩn, xe, phương tiện giao thông được sát khuẩn định kỳ.